# FCGR3A
Low affinity immunoglobulin gamma Fc region receptor III-A là protein ở người được mã hóa bởi gen FCGR3A. FCGR3A còn được gọi với tên CD16a, có nghĩa nó là một phần trong những phân tử bề mặt tế bào sử dụng giao thức cụm biệt hóa.